# 東里桐子
東里桐子，（3月30日—），日本漫畫家。愛知縣出身。

## 作品
- 愛情處方箋、2冊待續、原名《LOVE RECIPE》
- 二重螺旋、全1冊、原名
- 夢的彩盒、全1冊、原名
- 天使圓舞曲、全1冊、原名
- 城市游擊隊
- 愛的自私主義、全1冊
- 心有千千結、全1冊
- 失戀那一天、全1冊
- 愛的禁忌、全1冊
- 黑暗失樂園、全1冊
- 純愛境界、全1冊
- 原名
- 原名
- 原名
- 原名
- 原名
- 原名
- 原名
- 原名
- 原名
- 原名
- 原名
- 原名
- 原名
- 原名
- 原名
- 原名
- 原名
- 原名
- 原名
- 原名
- 原名
- 原名
- 原名

## 外部連結
- 東里桐子 公式WebSite （页面存档备份，存于）（日語）
- 東里桐子先生 （页面存档备份，存于）（日語）